# Lohra
Lohra est une municipalité allemande située dans l'arrondissement de Marbourg-Biedenkopf et dans le land de la Hesse.

## Jumelages
La commune de Lohra est jumelée avec
- Steinbach-Hallenberg (Allemagne) depuis le 1er février 1992
- Vivonne (France) depuis le 3 mai 1997
- Dziemiany (Pologne) depuis le 26 mai 2006